# Dobieszewo (województwo zachodniopomorskie)
Dobieszewo (niem. Dübzow) – wieś sołecka w północno-zachodniej Polsce położona w województwie zachodniopomorskim, w powiecie łobeskim, w gminie Łobez, oddalona o 6 km na południowy zachód od miasta Łobez. Ok. 1,5 km na północny wschód od miejscowości znajduje się jezioro Dobieszewo, a ok. 0,8 km na południowy zachód Jezioro Konie. Według danych z 29 września 2014 r. wieś miała mieszkańców 141 mieszkających w 22 domach.
W latach 1818–1945 miejscowość administracyjnie należała do Landkreis Regenwalde (Powiat Resko) z siedzibą do roku 1860 w Resku, a następnie w Łobzie. W latach 1933 i 1939 miejscowość liczyła odpowiednio 223 i 219 mieszkańców.
W latach 1975–1998 miejscowość administracyjnie należała do województwa szczecińskiego.
Wieś założył rycerz Dobiesław Wetuch (nadał także prawa miejskie Płotom). Pierwsza udokumentowana wzmianka o Dobieszewie pochodzi z 1348 r. Właścicielem majątku w 1945 r. był Helmut Pretzell. W północnej części wsi umiejscowiony był zespół pałacowo-parkowy, z którego zachował się tylko park dworski krajobrazowy o charakterze leśnym z XIX w. Z pałacu ostały się ruiny fundamentów. 

## Atrakcje turystyczne
- kościół pw. św. Mateusza Apostoła, z kamienia nieciosanego, z XVI w. Wzniesiony na planie prostokąta, bezwieżowy. Naroża wzmocnione potężnymi przyporami z kamienia i cegły. Wejście od strony południowej poprzez 3-uskokowy portal. Okna niewielkie, obramione cegłą, zakończone półkoliście. Dach dwuspadowy, szczyty oszalowane. We wnętrzu tryptyk gotycki z XV w. z postaciami św. Krzysztofa, św. Anny Samotrzeciej i św. Katarzyny. Na skrzydłach rzeźby 12 apostołów. Nad ołtarzem krucyfiks późnogotycki. Obok renesansowa, bogato rzeźbiona, ambona.
- dzwon i dzwonnica drewniana z XVII w.
- park dworski, XIX, nr rej.: A-1779z 26.01.1979, pozostałość po dworze[7]
- poniemiecki cmentarz z wieloma dobrze zachowanymi nagrobkami
- przed kościołem głaz z tablicą poświęconą Helmutowi Pretzellowi - ostatniemu niemieckiemu właścicielowi majątku
- przy drodze Dobieszewo – Unimie wiekowe dęby – najokazalszy, zwany Bartkiem, ma w obwodzie 510 cm i liczy 35 m wysokości.

We wsi znajduje się świetlica wiejska prowadzona przez Łobeski Dom Kultury.

## Galeria

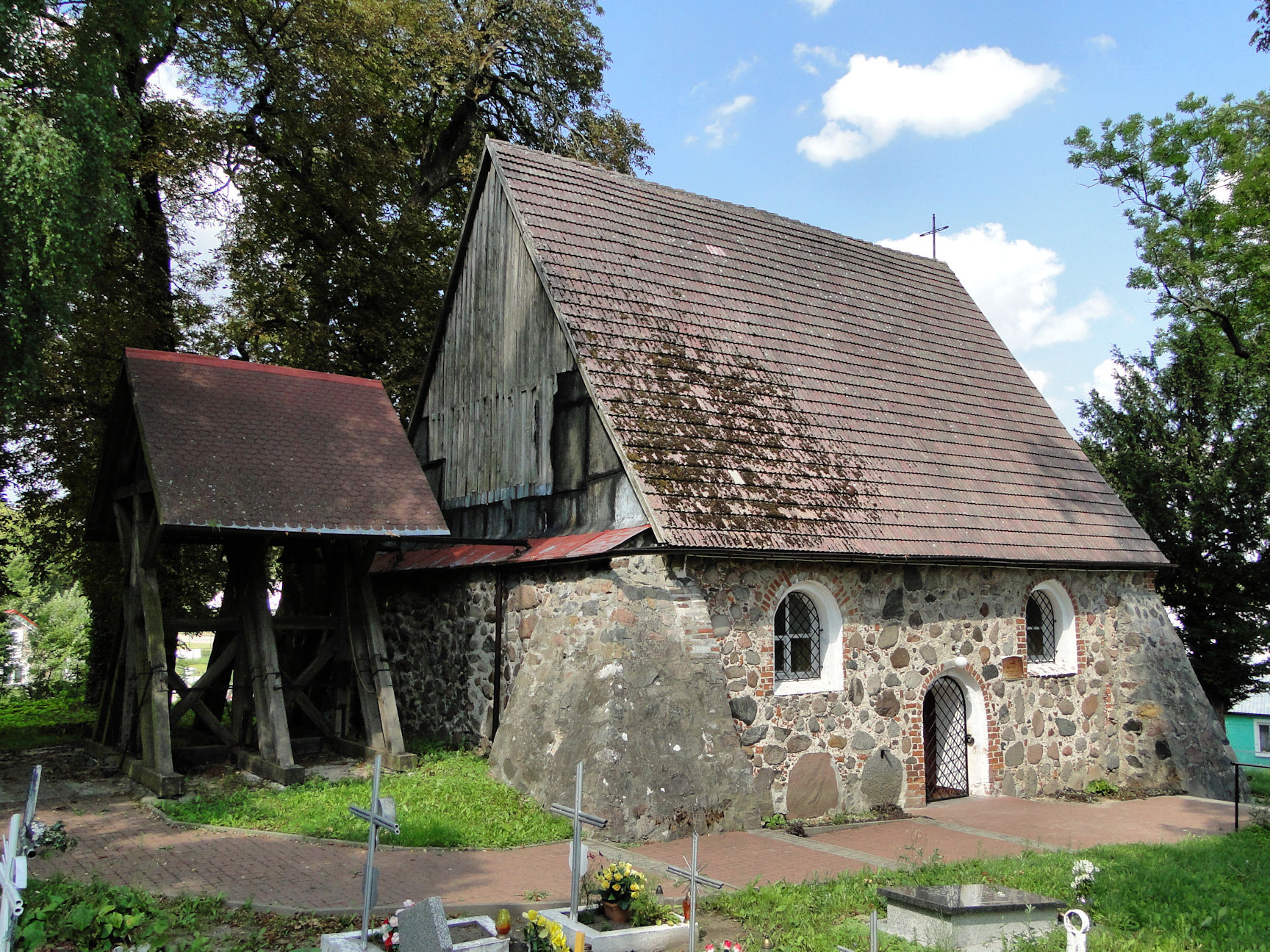
Kościół i dzwonnica
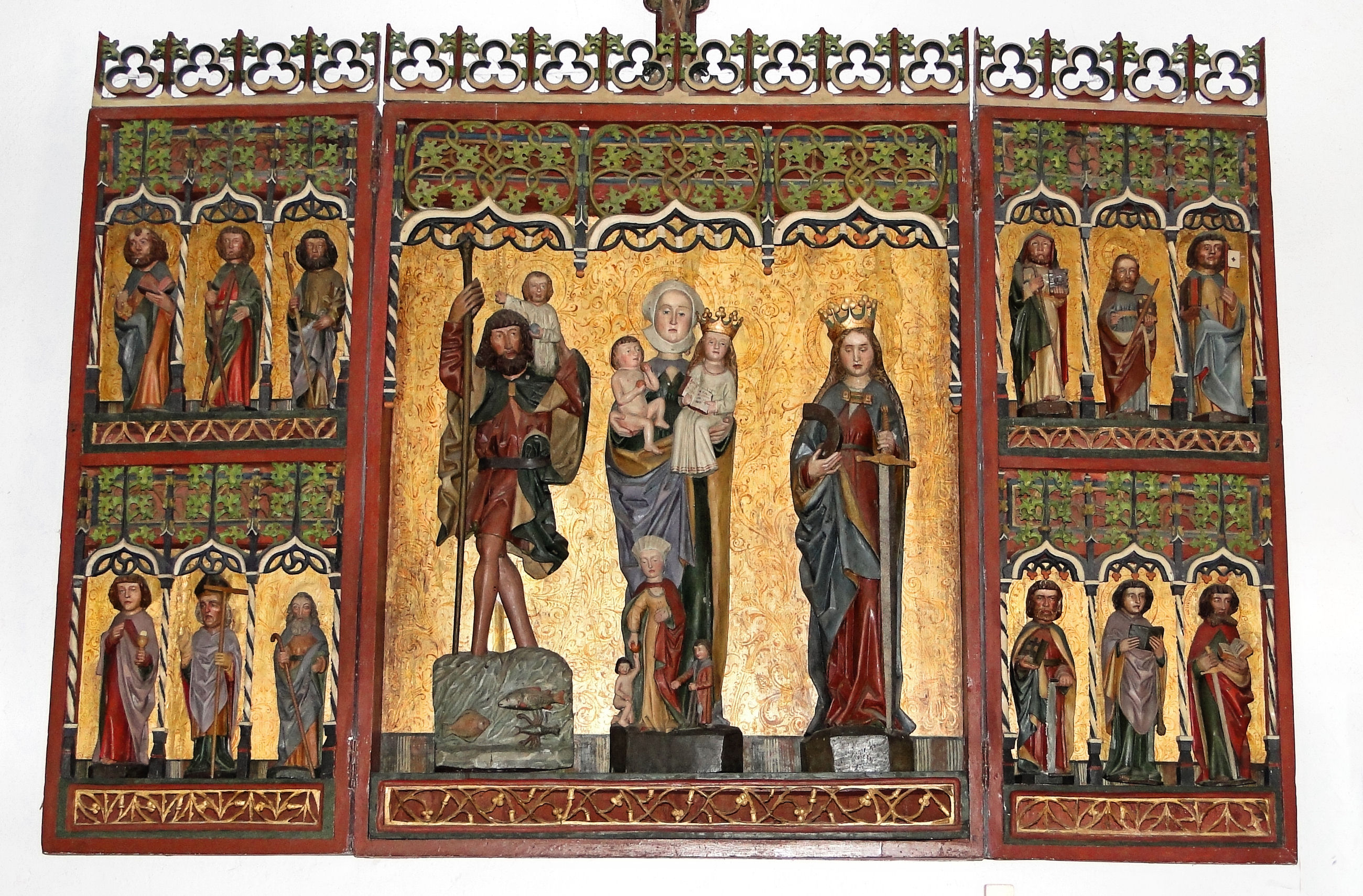
Ołtarz
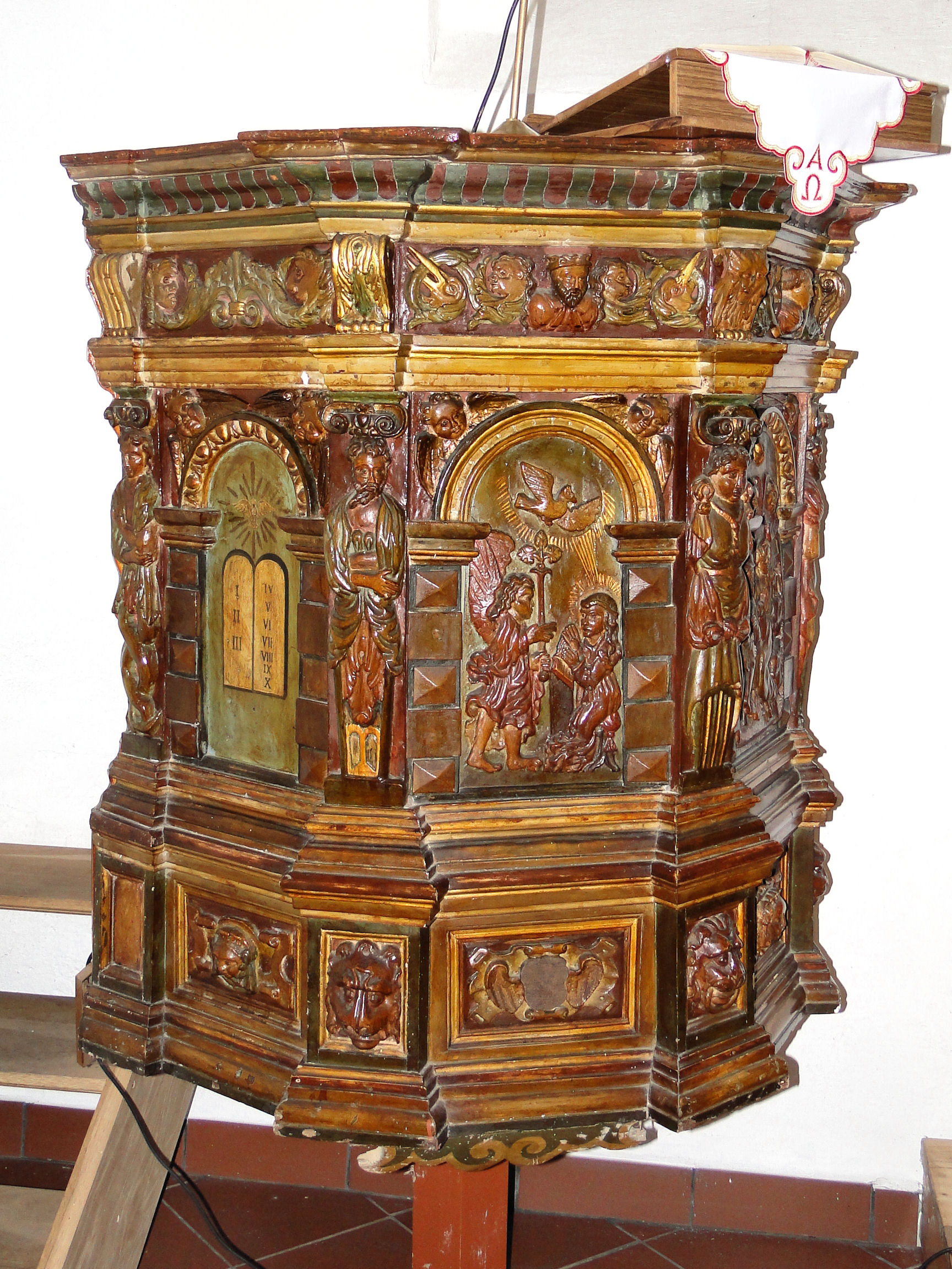
Ambona
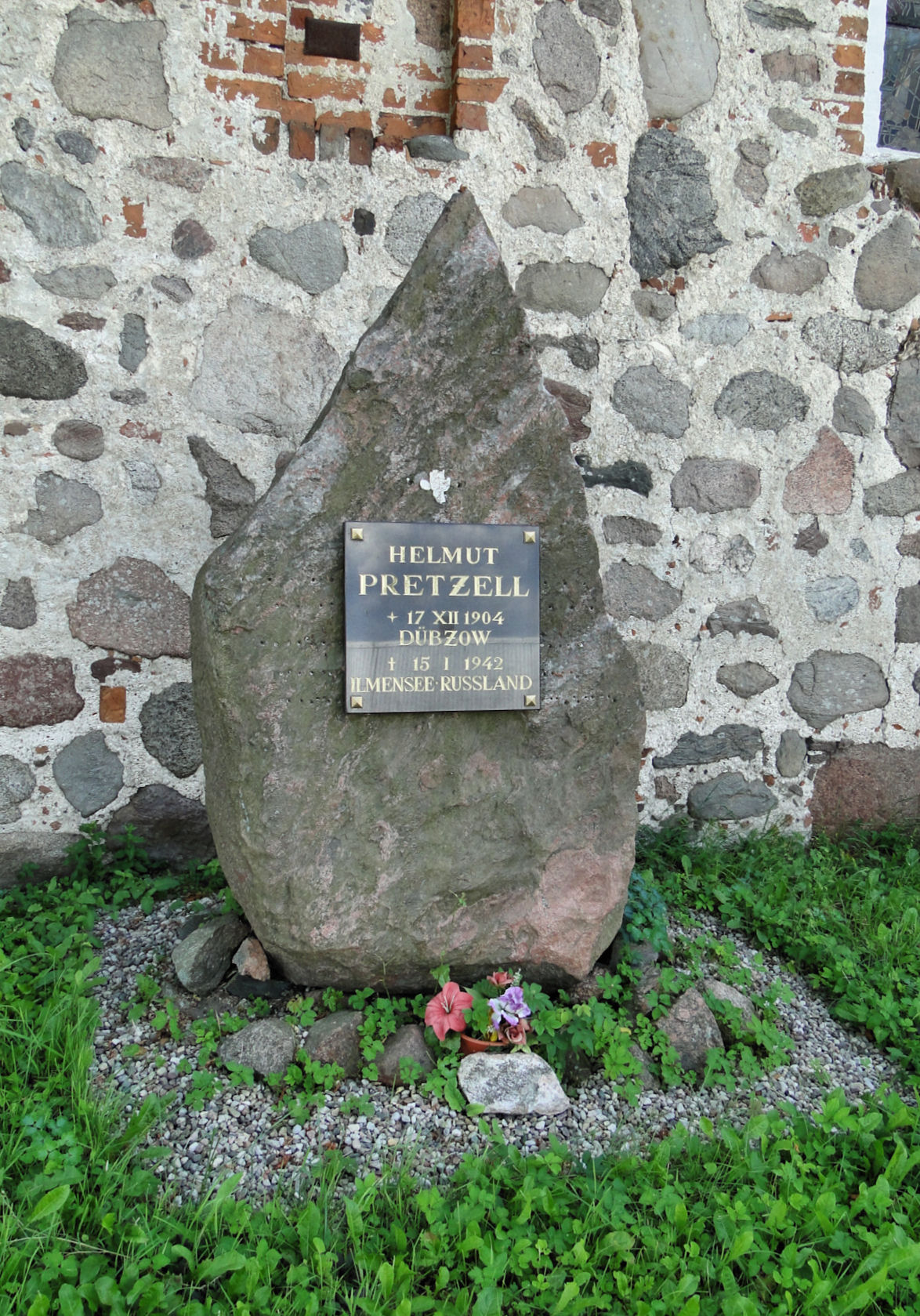
Pomnik Helmuta Pretzlla
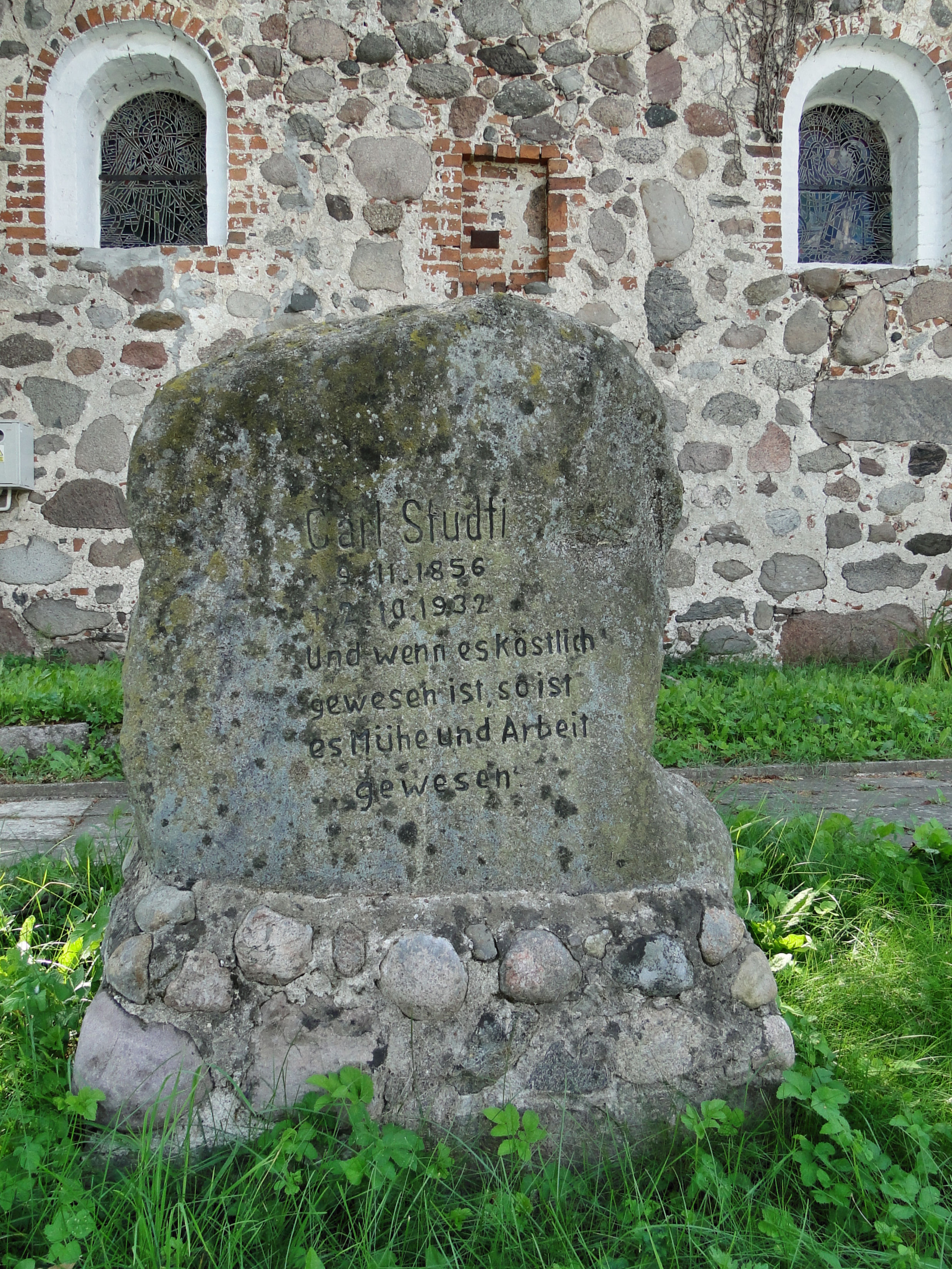
Nagrobek przed kościołem
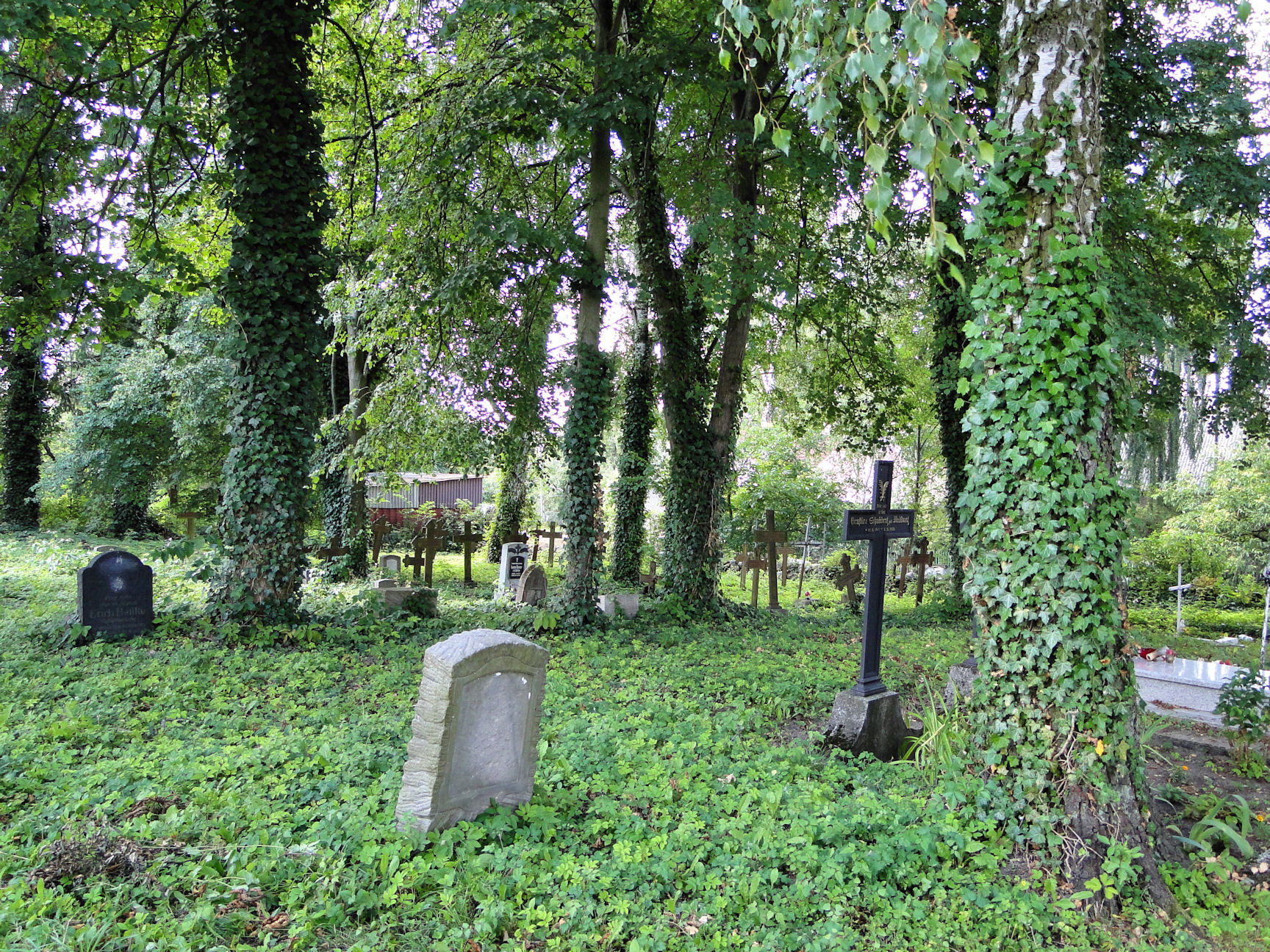
Przykościelny cmentarz
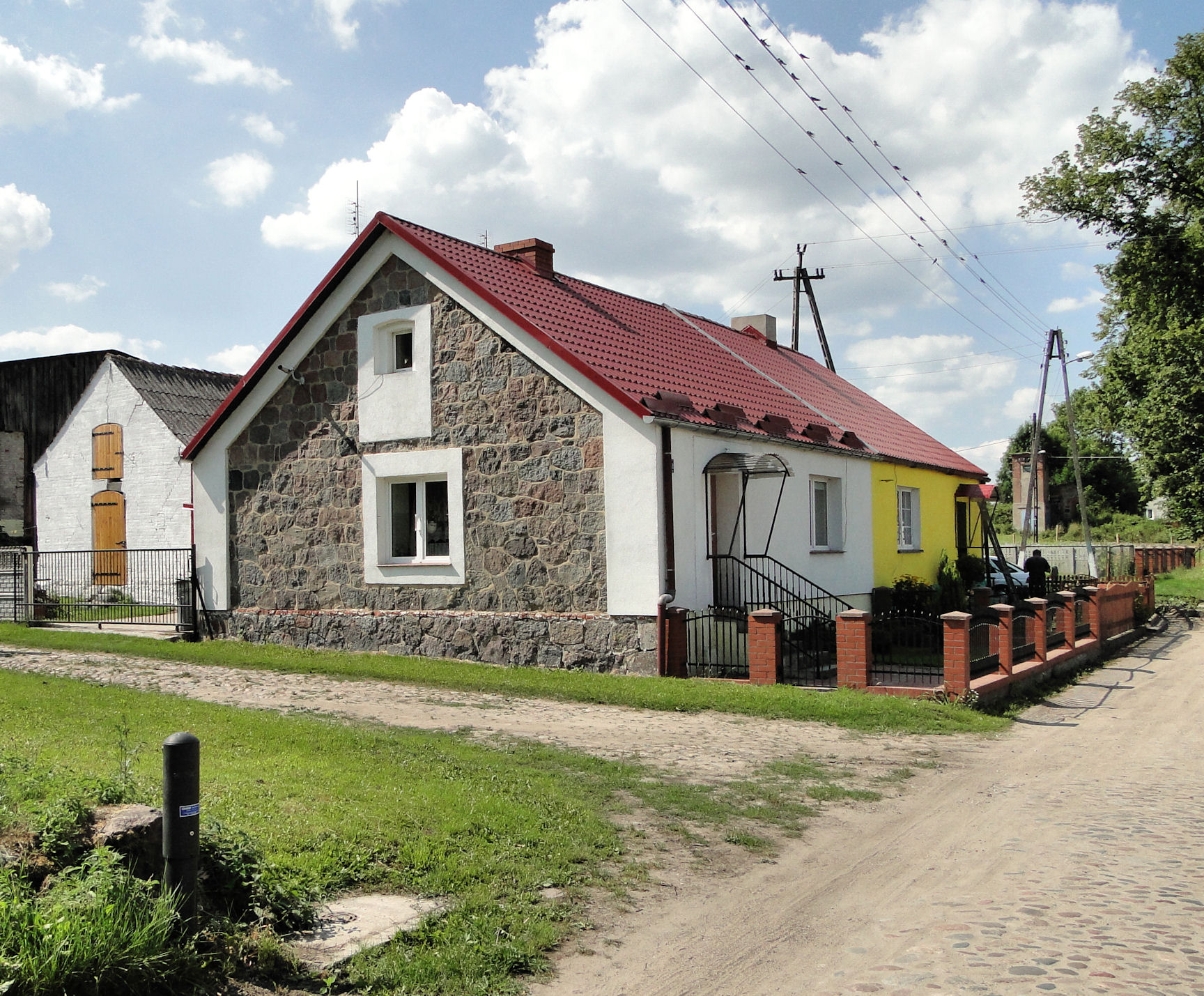
Dom z kamienia
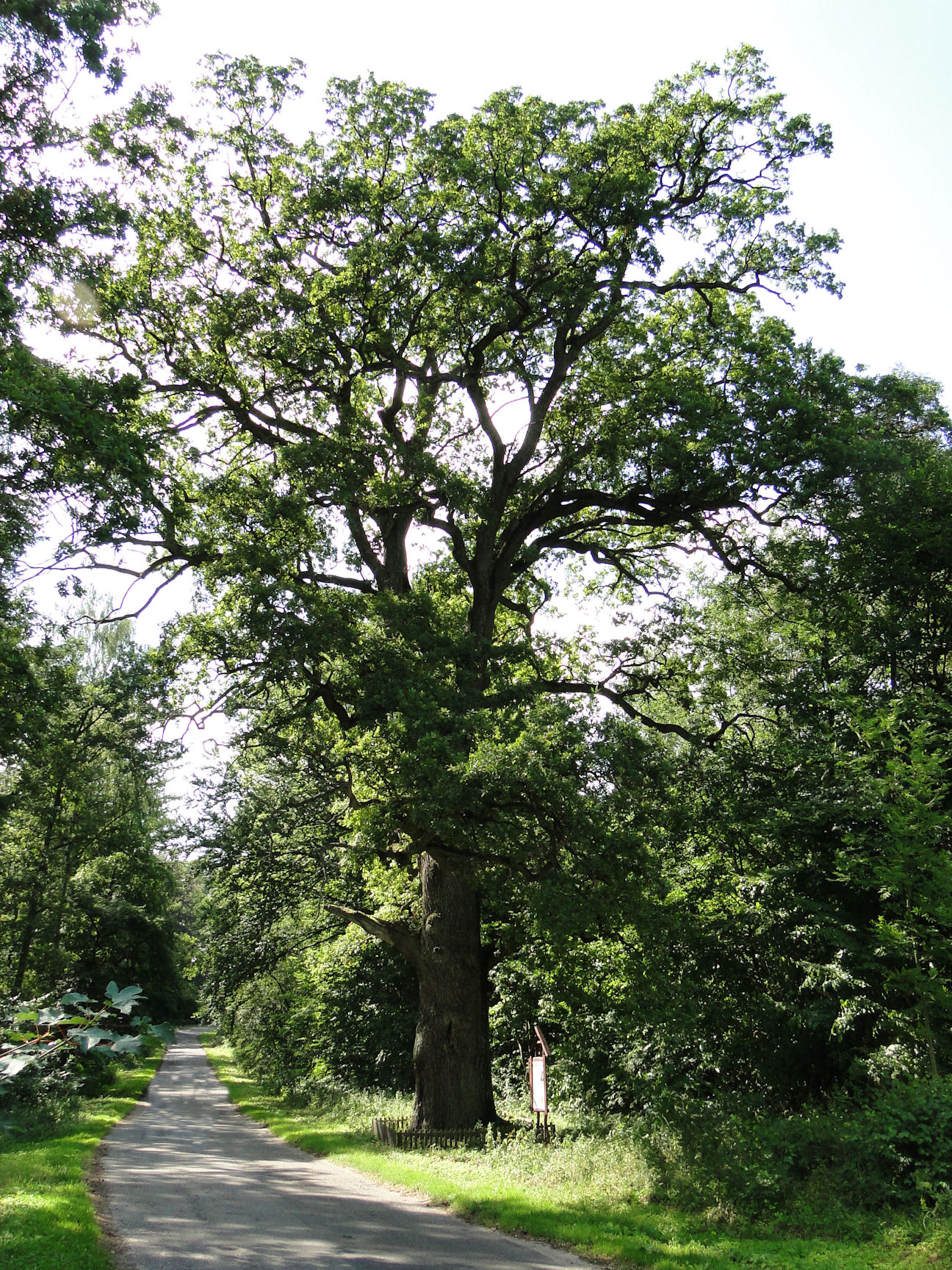
Dąb Bartek przy drodze Dobieszewo-Unimie